# Ariane Bonhomme
Ariane Bonhomme (Gatineau, 2 april 1995) is een Canadees baan- en wegwielrenster.

## Carrière
Bonhomme won de ploegenachtervolging op de Pan-Amerikaanse kampioenschappen baanwielrennen in 2016, 2017 en 2019. Ze nam in 2018 deel aan de Gemenebestspelen waar ze een bronzen medaille won op ploegenachtervolging. Ze nam tweemaal deel aan de Olympische Zomerspelen; in beide gevallen op het onderdeel ploegenachtervolging. In 2021 werd ze vierde met Allison Beveridge, Annie Foreman-Mackey en Georgia Simmerling en in 2024 eindigde ze als achtste tezamen met Erin Attwell, Maggie Coles-Lyster en Sarah Van Dam.

## Overwinningen

### Wegwielrennen
2012
 Canadees kampioen op de weg, junioren
2019
 Canadees kampioenschap wielrennen op de weg, elite

### Baanwielrennen
| Jaar      | CK                                                                                  | PK                                                 | WK        | Overig                                          |
| Als elite | Als elite                                                                           | Als elite                                          | Als elite | Als elite                                       |
| --------- | ----------------------------------------------------------------------------------- | -------------------------------------------------- | --------- | ----------------------------------------------- |
| 2014      | ploegenachtervolging                                                                |                                                    |           |                                                 |
| 2015      |                                                                                     |                                                    |           |                                                 |
| 2016      |                                                                                     | ploegenachtervolging · puntenkoers                 |           |                                                 |
| 2017      | scratch · ploegenachtervolging                                                      | ploegenachtervolging                               |           | WB Milton: ploegenachtervolging                 |
| 2018      | ploegenachtervolging · puntenkoers · koppelkoers · omnium · achtervolging · scratch |                                                    |           | Gemenebestspelen: · ploegenachtervolging        |
| 2019      | ploegenachtervolging · achtervolging                                                | ploegenachtervolging                               |           |                                                 |
| 2020      |                                                                                     |                                                    |           |                                                 |
| 2021      |                                                                                     |                                                    |           | Olympische Spelen: 4e ploegenachtervolging      |
| 2022      |                                                                                     |                                                    |           |                                                 |
| 2023      | achtervolging · koppelkoers · omnium · scratch                                      | achtervolging · ploegenachtervolging · koppelkoers |           |                                                 |
| 2024      |                                                                                     |                                                    |           | Olympische Zomerspelen: 8e ploegenachtervolging |